# Gerhard Pfestorf
Gerhard Kurt Martin Pfestorf (* 22. Oktober 1900 in Gotha; † 14. September 1969) war ein deutscher Elektro- und Hochspannungstechniker sowie Hochschullehrer. Er war Institutsdirektor des Fachgebiets Hochspannungstechnik der Gottfried Wilhelm Leibniz Universität Hannover.

## Leben und Werk
Gerhard Pfestorf studierte Physik, Chemie, Mathematik und Philosophie an den Universitäten Berlin und Jena und promovierte 1927 an der Universität Jena zum Dr. phil. Als Regierungsrat wurde er 1927 Mitglied der Phys.-Technischen Reichsanstalt. Am 7. März 1941 beantragte er die Aufnahme in die NSDAP und wurde zum 1. April desselben Jahres aufgenommen (Mitgliedsnummer 8.736.817).
Nach dem Zweiten Weltkrieg war er ab 1948 in Melbourne in Australien und ab 1951 als Professor in Bangalore in Indien tätig. 1954 kehrte er nach Deutschland zurück und wurde an der Technischen Hochschule in Hannover Professor und Institutsdirektor. Bekannt wurde er u. a. durch seine Mitwirkung am Kleinen Lehrbuch der Elektrotechnik.

## Schriften (Auswahl)
- Die Bestimmung der optischen Konstanten von Metallen im sichtbaren u. ultravioletten Teil d. Spektrums. Leipzig 1926.
- (mit anderen Autoren): Prüfung und Bewertung elektrotechnischer Isolierstoffe. Berlin 1940.
- (mit anderen Autoren): Kleines Lehrbuch der Elektrotechnik (verschiedene Ausgaben und Auflagen).